# پودالگودا مگوداگاما
پودالگودا مگوداگاما (به لاتین: Poddalgoda Megodagama) یک منطقهٔ مسکونی در سری‌لانکا است که در استان مرکزی (سری‌لانکا) واقع شده‌است.